# Václav Vraný
Václav Vraný (Pilsen, 13 de septiembre de 1982) fue un jugador de balonmano checo que jugó de pívot. Su último club fue el ASV Hamm-Westfalen alemán. Fue un componente habitual de la Selección de balonmano de la República Checa.

## Palmarés

### Kadetten Schaffhausen
- Liga suiza de balonmano (2): 2011, 2012
- Copa de Suiza de balonmano (1): 2011

## Clubes
- HSC SKU Pilsen ( -2002)
- Allrisk Praga (2002-2004)
- HC Dukla Praga (2004-2007)
- TUSEM Essen (2007-2009)
- Coburg 2000 (2009-2010)
- Kadetten Schaffhausen (2010-2012)
- ASV Hamm-Westfalen (2013)